# Szabó János (szemész)
Szabó János (Tállya (Zemplén megye), 1790. szeptember 8. – Pest, 1861. július 15.) orvosdoktor, szemészmester és országos szemorvos.

## Élete
Bécsben végezte orvosi tanulmányait, ahol 1815-ben orvosdoktorrá avatták. Miután külföldön hosszabb tudományos körutat tett, Pesten telepedett le és 1822-ben a király kinevezte országos szemorvossá. 1840-ben Pesten nyugalomban élt és az orvosi karnak rendes tagja volt.

## Munkája
- Dissertatio inauguralis medica de dysenteria eiusque speciebus. Viennae, 1815.